# سروشتي دانج
سروتشي دانج ممثلة هندية ظهرت في الغالب في الافلام التاملبية وظهرت في عدد قليل من أفلام التيلجو التمبالامية . وهي أيضًا الوصيفة لبرنامج الطبخ الواقعي كوكو مع كومالا الموسم 4.
مثلة في4افلام في سنة 2014 لكوميديا الرومانسية نارفاسا فيلغام ، التي تلعب فيها دور طالبة طب، وإنتاج سونسيران فيلمبو . في عام 2017، ظهرت لأول مرة في الملابلامية مع الفيلم 1971ما وراء الحدود.